# Јефтимије Поповић
Јефтимије Поповић (1792—1876) био је академски сликар, иконописац из Великог Бечкерека.
Јефтимије Поповић је типичан представник нашег бидермајерског сликарства, без уметничке маште и храбрости, сладуњав у колориту али са израженим осећам стила.

## Биографија
Родио је 30. октобра 1792. године у Великом Бечкереку, као син Теодора (1747—1807) молера и Симеоне. Брат је такође иконописца Георгија Поповића.
Студирао је Уметничку академију у Бечу од 1819. године, где је затим као академски сликар живео 1823. године. Године 1822. на једној изложби у Бечу је излагао свој рад - портрет. Бавио се много графиком, као мало који српски сликар.
Његово школовање за сликара је финансијски помагао књаз Милош. Позвао га је 1823. године српски књаз да дође из Беча где је живео у Србију, ради портретисања књаза и чланова његове породице. Заслужан је као покретач оснивања једне уметничке галерије у Србији. Рано је престао да слика.
Израдио је бар 20 квалитетних портрета, један је од првих представника портретског сликарства међу Србима у Банату. Познати рад је "Портрет Лукијана Мушицког".
У роману Јована Стерије Поповића „Светислав и Милева” графичку илустрацију је управо израдио Јевтимије Поповић 1829. године.

## Иконостаси
- Задар,[8] црква Св. Илије, завршио иконостас 1828. године, за 320 ф.
- Нови Бечеј, 1830. године[2]
- Врањево, иконостас 1832-1833. године
- Надаљ
- Бешка
- Беочин,[9] иконостас 1840. године